# Abraham Begeyn
Abraham Begeyn (Leida, 1637 – Berlino, 1697) è stato un pittore olandese.

## Biografia

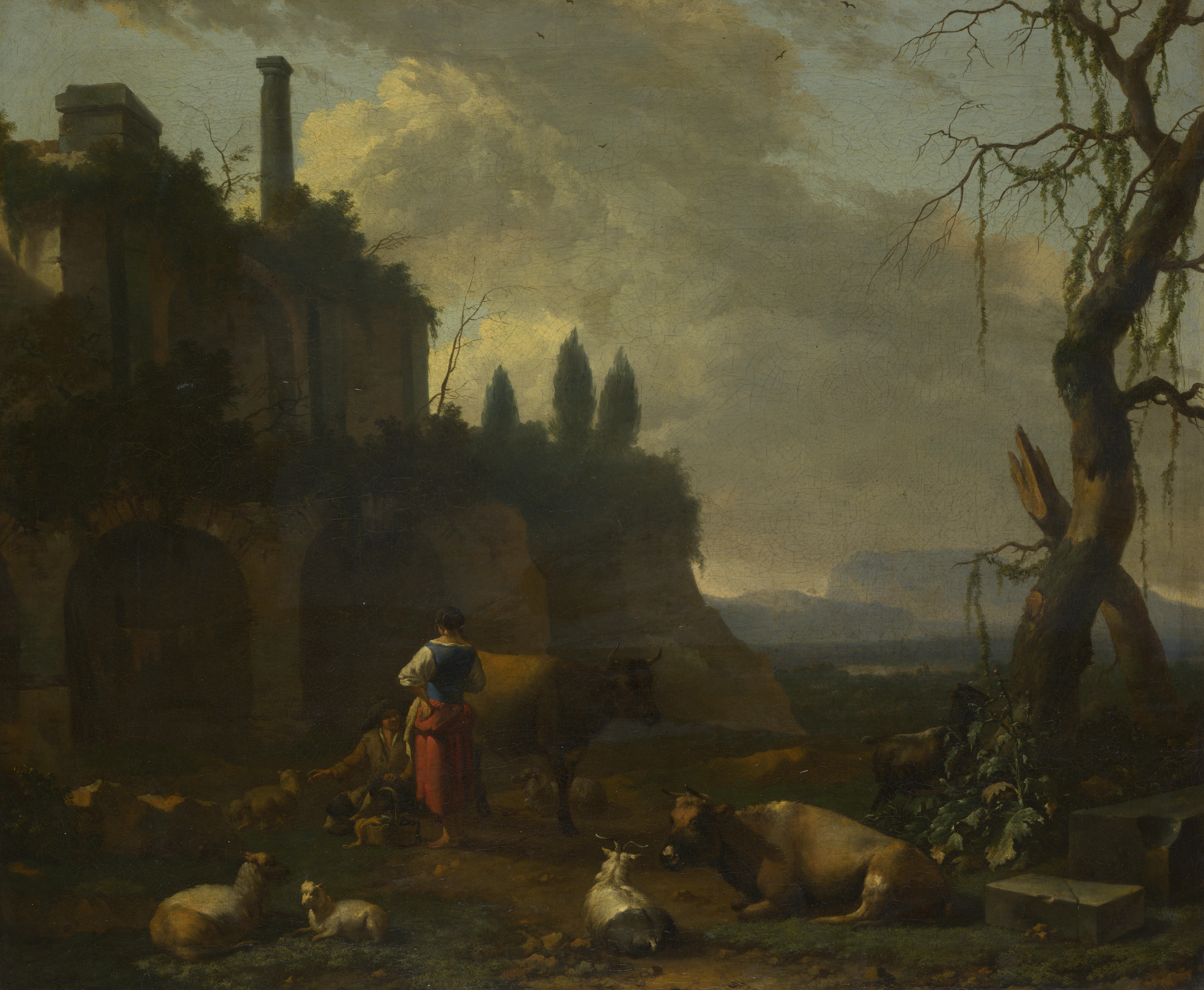
Contadini con bestiame presso una rovina, National Gallery, Londra

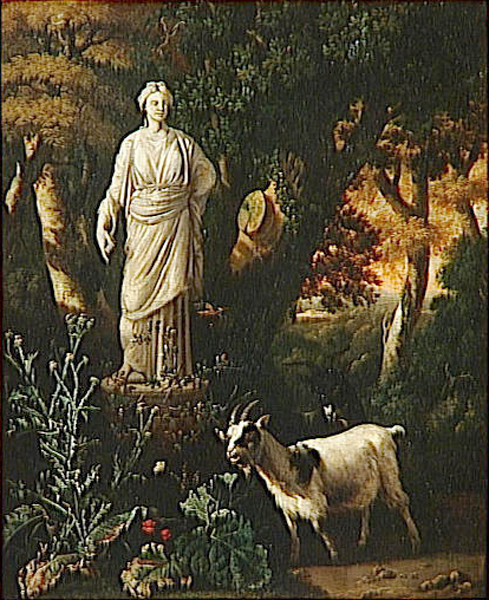
Paesaggio con capre ai piedi di una statua, Museo del Louvre, Parigi

Maestro a Leida nel 1653, la sua presenza è segnalata lì in più documenti fino al 1683. Fu un grande viaggiatore, tanto che fu a Napoli nel 1659, a Londra dopo il 1672, a Parigi tra il 1679 e il 1683, finì per fissarsi a Berlino nel 1688, dove il principe di Brandeburgo lo aveva chiamato per realizzare grandi decorazioni nei propri palazzi.
I suoi paesaggi italianeggianti tradiscono l'influsso ora di Jan Asselyn e soprattutto di Nicolaes Berchem, ora di Jan Baptist Weenix e di Johannes Lingelbach: un buon esempio è la Veduta navale conservata al Museo di Belle Arti di Rennes. Sono anche da menzionare le sue nature morte con insetti sotto l'influsso di Otto Marseus van Schrieck. Molte sue opere si trovano al Mauritshuis dell'Aia, come Veduta di una casa.